# Mount Hood Railroad
| Ein Zug der Mount Hood Railroad mit Mount Hood im Hintergrund |                      |                                                   |                                                   |
| Streckenlänge: | 34 km                |                                                   |                                                   |
| Spurweite: | 1435 mm (Normalspur) |                                                   |                                                   |
| |                      |                                                   |                                                   |
| \| \| \| Union Pacific Portland Subdivision von Portland \| \| \| \| 0 \| Hood River \| Hood River \| \| \| \| Union Pacific Portland Subdivision nach Hermiston \| \| \| \| \| Hood River \| \| \| \| 5 \| Spitzkehre \| Spitzkehre \| \| \| \| Mount Hood Highway \| \| \| \| 9 \| Pine Grove \| Pine Grove \| \| \| \| Mount Hood Highway \| \| \| \| 12 \| Lenz \| Lenz \| \| \| 13 \| Anschlüsse \| Anschlüsse \| \| \| \| Odell Highway \| \| \| \| \| Dee Highway \| \| \| \| 25 \| Dee \| Dee \| \| \| \| East Fork Hood River \| \| \| \| \| Dee Highway \| \| \| \| 33 \| Parkdale \| Parkdale \| \| \| \| Baseline Drive \| \| \| \| 34 \| \| \| |                      |                                                   |                                                   |
| Strecke |                      | Union Pacific Portland Subdivision von Portland   | Union Pacific Portland Subdivision von Portland   |
| Bahnhof | 0                    | Hood River                                        | Hood River                                        |
| Abzweig geradeaus und nach links |                      | Union Pacific Portland Subdivision nach Hermiston | Union Pacific Portland Subdivision nach Hermiston |
| Brücke über Wasserlauf |                      | Hood River                                        | Hood River                                        |
| Abzweig nach rechts und von rechts | 5                    | Spitzkehre                                        | Spitzkehre                                        |
| Brücke |                      | Mount Hood Highway                                | Mount Hood Highway                                |
| Bahnhof | 9                    | Pine Grove                                        | Pine Grove                                        |
| Strecke mit Straßenbrücke |                      | Mount Hood Highway                                | Mount Hood Highway                                |
| Bahnhof | 12                   | Lenz                                              | Lenz                                              |
| Blockstelle | 13                   | Anschlüsse                                        | Anschlüsse                                        |
| Bahnübergang |                      | Odell Highway                                     | Odell Highway                                     |
| Bahnübergang |                      | Dee Highway                                       | Dee Highway                                       |
| Bahnhof | 25                   | Dee                                               | Dee                                               |
| Brücke über Wasserlauf |                      | East Fork Hood River                              | East Fork Hood River                              |
| Bahnübergang |                      | Dee Highway                                       | Dee Highway                                       |
| Bahnhof | 33                   | Parkdale                                          | Parkdale                                          |
| Bahnübergang |                      | Baseline Drive                                    | Baseline Drive                                    |
| | 34                   |                                                   |                                                   |

Die Mount Hood Railroad (AAR-Reporting mark: „MH“) ist eine 1906 gegründete Bahngesellschaft mit Sitz in Hood River (Oregon), Vereinigte Staaten. Der Aktionsradius ist der Landkreis Hood River County im Norden von Oregon. 
Die Bahngesellschaft betreibt touristischen Passagierverkehr (vierstündige Fahrt mit Reisebegleitung sowie andere Veranstaltungen); in geringem Ausmaß Güterverkehr. Die Spurweite beträgt 1435 mm.

## Streckennetz
Die Bahnstrecke beginnt in Hood River mit Anschluss an die Union Pacific Railroad und verläuft zunächst 4,8 km parallel zum Hood River bis zu einer Spitzkehre – In den Vereinigten Staaten sind lediglich noch fünf Spitzkehren in Betrieb. Nach dem Richtungswechsel verläuft die Strecke südlich durch die Gemeinden Pine Grove, Odell und Dee bis zum Bahnhof Parkdale, in dem die Gleise enden. Die Gesamtstrecke der MH beträgt 22 Meilen.
Der Mount Hood Railroad Linear Historic District wurde am 24. Januar 1994 in das National Register of Historic Places in Oregon aufgenommen.

## Fuhrpark
Lokomotiven
- MHRR 02 – EMD GP38-2 (ex CR/PC 7796, ex PCN 16)
- MHRR 88 – EMD GP9 (ex SP 3885)
- MHRR 89 – EMD GP9 (Baujahr 1959, ex MILW 306, ex MNVA 306)

Züge
Zum Einsatz kommen drei verschiedene Züge: Der Excursion Passenger Train besteht aus zwei Passagierwaggons (geschlossen), einem Speisewagen, einem Passagierwaggon (offen) und einem Caboose. Der Dinner Train besteht aus 4 Speisewagen für Abendessen und Veranstaltungen. Der Dome Lounge wurde 1954 von der Budd Company gebaut und war bei der Atchison, Topeka and Santa Fe Railway im Einsatz. Er wurde erst 2008 durch die MH erworben.